# موجغان كورال ترك
موجغان كورال ترك (بالتركية: Müjgan Koraltürk)‏ وتعرف أيضًا باسم موجغان غونول (بالتركية: Müjgan Gönül)‏ (11 يناير 1985 -)؛ ممثلة تركية.

## عنها
ولدت في إسطنبول، وهي خريجة مركز إسطنبول للفنون، ظهرت على شاشة التلفاز أول مرة في مسلسل الأرض الطيبة (tek turkiye) بدور الممرضة ديالا كايا زوجة الدكتور طارق.
لها ظهور ثان في مسلسل بعد مختلف الذي تجسدفيه دور البطلة ملك الأرملة الوحيدة مع ابنتها بتول، سجلت موجكان أول اصابة فنية بإنفلونزا الخنازير حيث أنها اكتشفت الإصابة في بادئها مما أدى إلى سهولة العلاج في ألمانيا ثم قضت فترة علاجها في تركيا. كان لها أعمال تطوعية في المساعدة لجرحى ومشردي زلازل تركيا التي وقعت عام 2011م.

## أعمالها
- لدى موجغان الكثير من الأعمال:
- الأرض الطيبة جزء 1 2007
- الارض طيبه جزء 2 2008
- الارض طيبه جزء3 2009
- الارض طيبه جزء4 2010
- 2015 زهرة القصر جزء 3
- 2016زهرة القصر جزء .4

## روابط خارجية
- موجغان كورال ترك على موقع IMDb (الإنجليزية)